# Pratap Singh

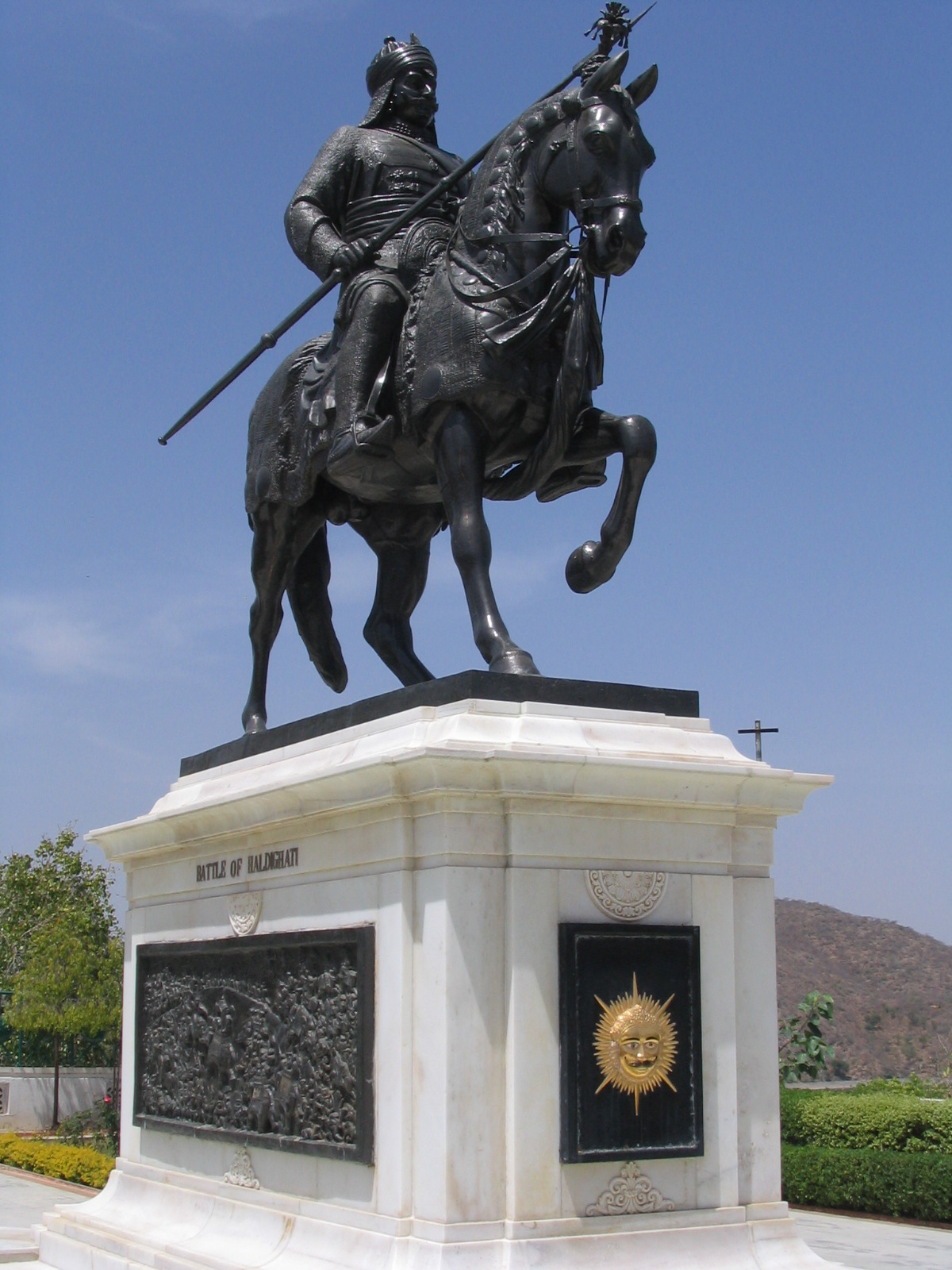
Reiterstandbild Rana Prataps im City Palace, Udaipur

Maharana Pratap Singh (* 9. Mai 1540 in Kumbhalgarh; † 29. Januar 1597 in Chavand) war ein bedeutender Herrscher des indischen Fürstenstaates Mewar, das er von 1572 bis 1597 regierte. Wie schon sein Vater Udai Singh II. (reg. 1540–1572) kämpfte er zeit seines Lebens gegen den Mogulherrscher Akbar (reg. 1556–1605).

## Leben
Pratap Singh war der erste Sohn Udai Singhs. Da sein Vater jedoch einen seiner jüngeren Brüder zum Thronfolger bestimmt hatte, kam Pratap erst auf Druck des rajputischen Adels an die Macht. Es war die Zeit, in der bereits nahezu alle Hindu-Fürstentümer Nordindiens Vasallen des Mogulreichs geworden waren und auch zwei seiner jüngeren Brüder standen in Diensten Akbars. Er selbst jedoch wies entsprechende Aufforderungen immer wieder mit dem Hinweis auf die Unabhängigkeit des Staates Mewar zurück; außerdem hatte bereits sein Großvater Maharana Sanga gegen Akbars Großvater Babur gekämpft. Rana Pratap gewann in dieser Zeit das bereits seit langer Zeit in Rajasthan ansässige und von den eingewanderten Rajputen verdrängte Volk der Bhil als Unterstützer und militärische Verbündete – sie waren gute Bogenschützen.
Vier Jahre nach seinem Machtantritt standen sich die Heere Prataps und Akbars (unter der Führung von Man Singh I.) am Haldighati-Pass in der Nähe von Gogunda gegenüber. Das Mogulheer war zahlen- und ausrüstungsmäßig deutlich überlegen, doch war es Rana Pratap, der den ersten Angriff führte. Als sich das Schicksal gegen die Rajputen zu wenden begann, rieten – gemäß der Überlieferung – die Adligen Rana Pratap zur Flucht, damit er zu einem späteren Zeitpunkt erneut ein Heer gegen Akbar aufstellen könne. Sein verwundetes Pferd mit Namen Chetak brachte ihn in die Berge, brach aber kurz darauf tot zusammen, so dass er das Pferd eines seiner Brüder, der die Seiten gewechselt hatte, übernahm. Einige Jahre später (1582) kam es in der Schlacht von Dewar erneut zu einem Aufeinandertreffen beider Heere, bei dem Rana Pratap siegreich blieb. Er starb an den Folgen eines Jagdunfalls im Winter 1597.

## Nachfolge
Pratap Singh hatte 11 Frauen, 17 Söhne und 5 Töchter. Sein ältester Sohn Amar Singh I. (reg. 1597–1620) wurde sein Nachfolger; auch er kämpfte gegen mehrmals die Mogularmee Jahangirs. Er musste sich jedoch 1615 der Übermacht des Mogulreiches beugen und schloss einen Vertrag, durch den er sich zwar verpflichtete, dem Großmogul 1000 Reiter zur Verfügung zu stellen, jedoch niemals – wie alle anderen unterworfenen Fürsten – am Mogulhof zu erscheinen hatte.